# Aredius von Limoges

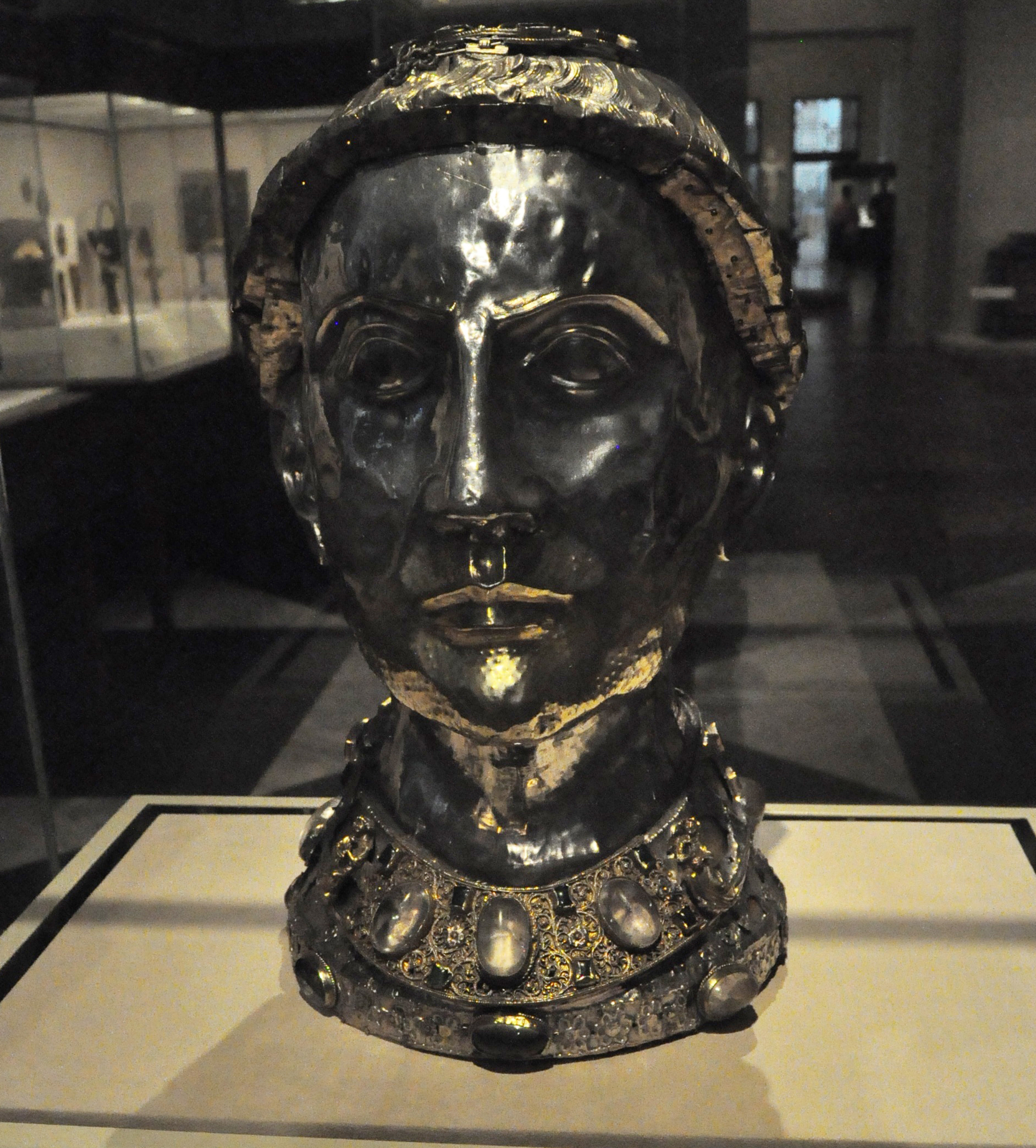
Kopfreliquiar von Aredius

Aredius von Limoges oder Aredius von Attane (französisch Arède, Yrieix, Yriez, Erice oder Hérie; * ca. 511 in Augustoritum, heute Limoges, Département Vienne, Frankreich; † 25. August 591 in Attane, heute Saint-Yrieix-la-Perche, Département Haute-Vienne) war der als heilig angesehene Stifter und Abt des Klosters Attane. Sein Gedenktag ist der 25. August.
Aredius lebte und wirkte im Fränkischen Reich. Sein Geburtsort Augustoritum, die Stadt des hl. Martial (3. Jh.), war einer der Hauptorte der früheren römischen Provinz Aquitania prima, die ab 471 von den Westgoten besetzt und nach dem Sieg Chlodwigs I. (466–511) in der Schlacht von Vouillé (507) dem Fränkischen Reich einverleibt worden war. An den nach Chlodwigs Tod erneut um die Vormachtstellung entbrannten Kämpfen, die schließlich die Festigung der Grenzen im Süden des Reiches bewirkten, war maßgeblich auch sein Enkel Theudebert I. († 547/8) beteiligt, der ab 533 in der Nachfolge seines Vaters als Teilkönig über den später Austrasien genannten Teil des Fränkischen Reiches herrschte.

## Vita
Aredius, Sohn des gallo-römischen Großgrundbesitzers Jucundus und der Pelagia genoss eine christliche Erziehung. Er wurde von seinen Eltern an den Hof Theudeberts I. gesandt und dort zum Kanzler erhoben, bevor er – geprägt durch die Begegnung mit Nicetius, dem Bischof von Trier – in den geistlichen Stand trat. Nach dem Tod seines Vaters und seines Bruders kehrte er in seine Heimat zurück, um die Mutter bei der Bewirtschaftung der südlich von Limoges in Attane (Saint-Yrieix-la-Perche) gelegenen Familiengüter zu unterstützen. Er gründete dort in den Jahren um 565/570 eine unter die Ordensregel des Basilius gestellte Klostergemeinschaft, später Filialen in Vigeois (Limousin) und Excideuil (Périgord). Er unternahm mehrere Pilgerreisen, die ihn unter anderem nach Brioude an das Grab von Julianus von Brioude, nach Poitiers und Tours führten und war freundschaftlich verbunden mit Radegundis († 587), Gregor von Tours († 594?) und Venantius Fortunatus († 600/610).
Im Jahr 584 trat er als Vermittler zwischen dem Merowingerkönig Guntchramn und Herzog Desiderius von Aquitanien auf (siehe Vertrag von Andelot).
Aredius starb hochbetagt in dem von ihm gegründeten Kloster in Attane und wurde in der dortigen Kirche beigesetzt. Das unter Karl dem Großen in ein weltliches Kollegiatstift umgewandelte Kloster nahm später mitsamt den umliegenden Siedlungen den Namen Saint-Yrieix-d’Attane an, aus dem später Saint-Yrieix-la-Perche wurde.
Siehe auch: Saint-Yrieix, St-Hérie (Matha)

## Reliquien
Die Kirche von Saint-Yrieix-la-Perche bewahrt ein silbervergoldetes Kopfreliquiar, ein identisches Reliquiar befindet sich im Metropolitan Museum of New York.